# Rue Maspero
La rue Maspero est une voie du 16e arrondissement de Paris, en France.

## Situation et accès
La rue Maspero est une voie publique située dans le 16e arrondissement de Paris. Elle débute au 1, rue de Franqueville et au 2, rue du Conseiller-Collignon et se termine au 10, rue d'Andigné.
Le quartier est desservi par la ligne 9 à la station La Muette. La gare de Boulainvilliers de la ligne C se situe également à proximité.

## Origine du nom
Elle porte le nom de l'égyptologue français Gaston Maspero (1846-1916).

## Historique

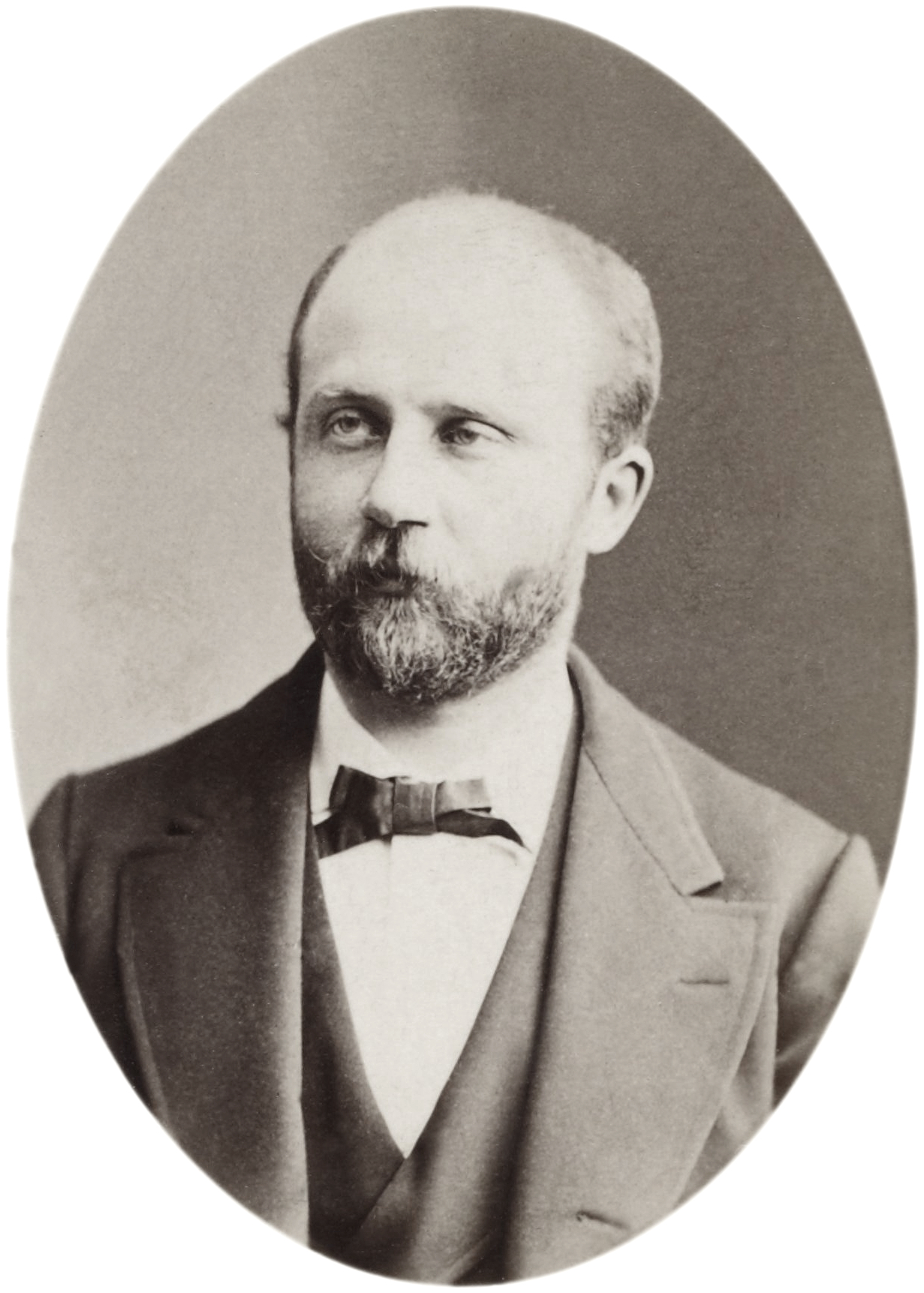
Gaston Maspero, égyptologue.

Cette voie est ouverte en 1923, à l'emplacement de l'ancien parc de la Muette, sous le nom de « rue du Maréchal-Maunoury », avant de prendre sa dénomination actuelle par un arrêté du 9 décembre 1929.
Le 7 juin 1943, le général allemand von Apt est tué devant le no 4 par un commando FTP-MOI dirigé par Rino Della Negra.

## Bâtiments remarquables et lieux de mémoire
- No 8 : villa en briques polychromes, vers 1920[2].
- No 9 : délégation permanente de la République fédérale d'Allemagne auprès de l'UNESCO ; ancienne adresse de l'Institut historique allemand.
- No 10 : immeuble ayant appartenu avant-guerre à l’acteur Jean Gabin, dans lequel il s’était réservé un appartement[3].

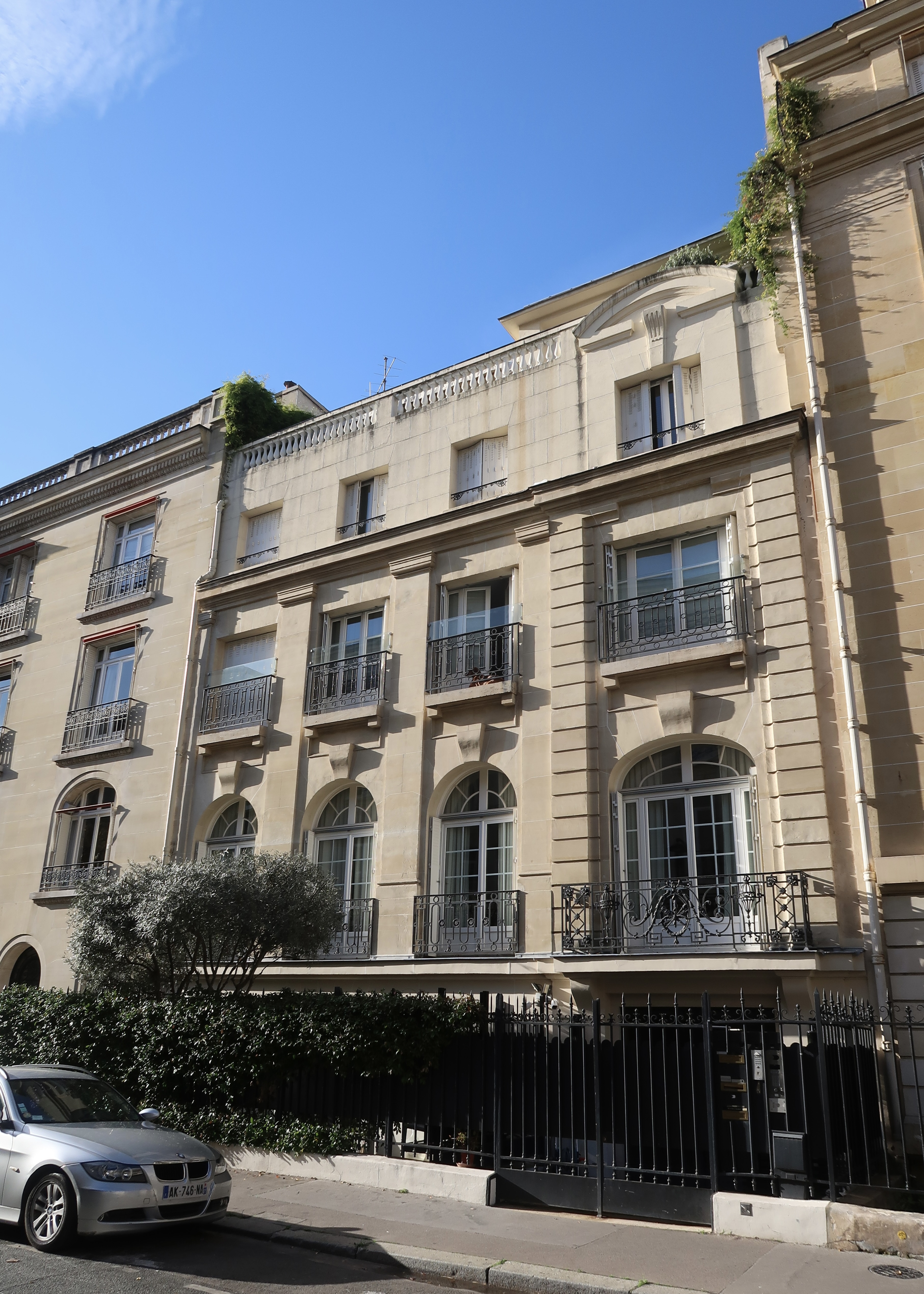
No 4.
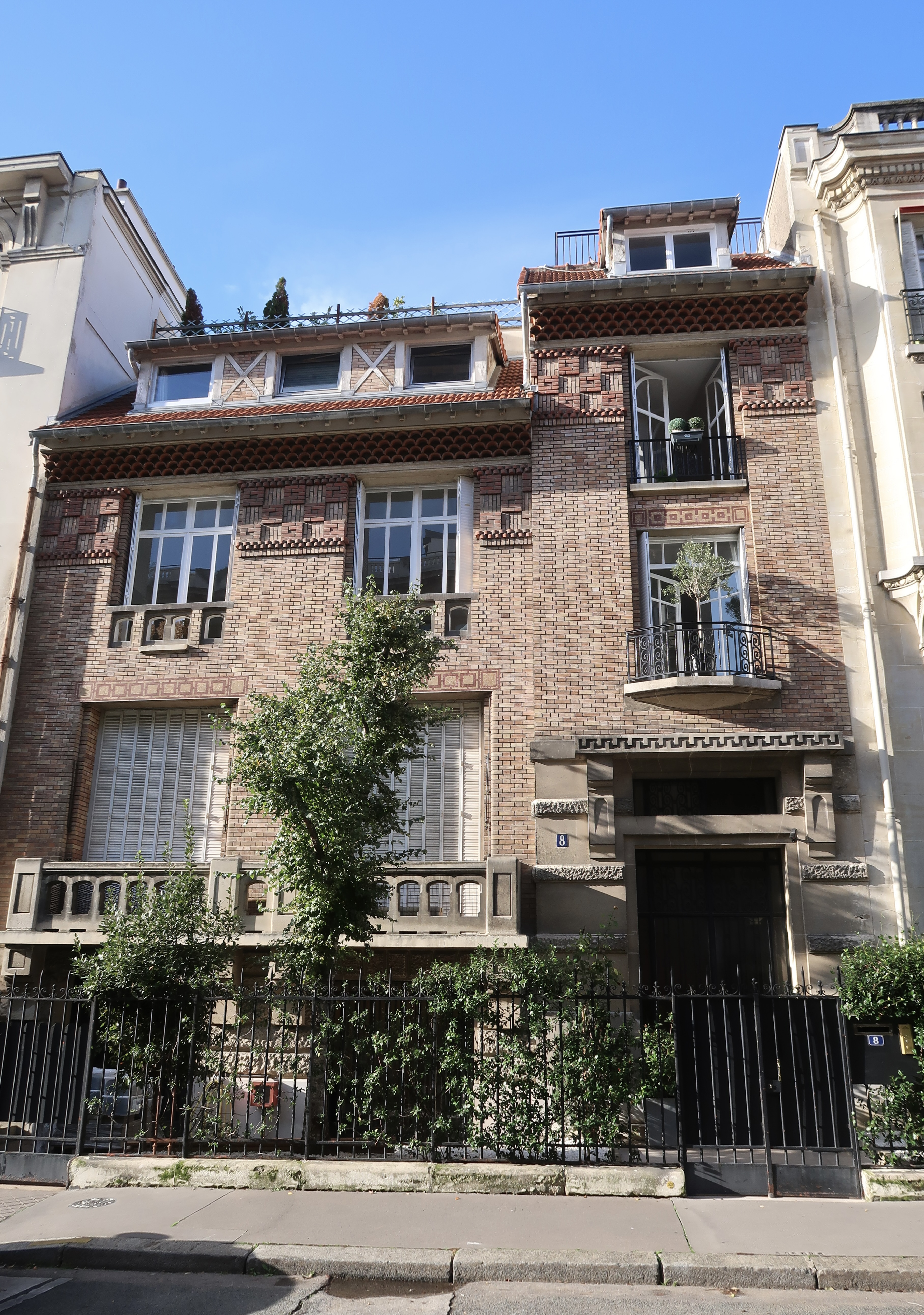
No 8.
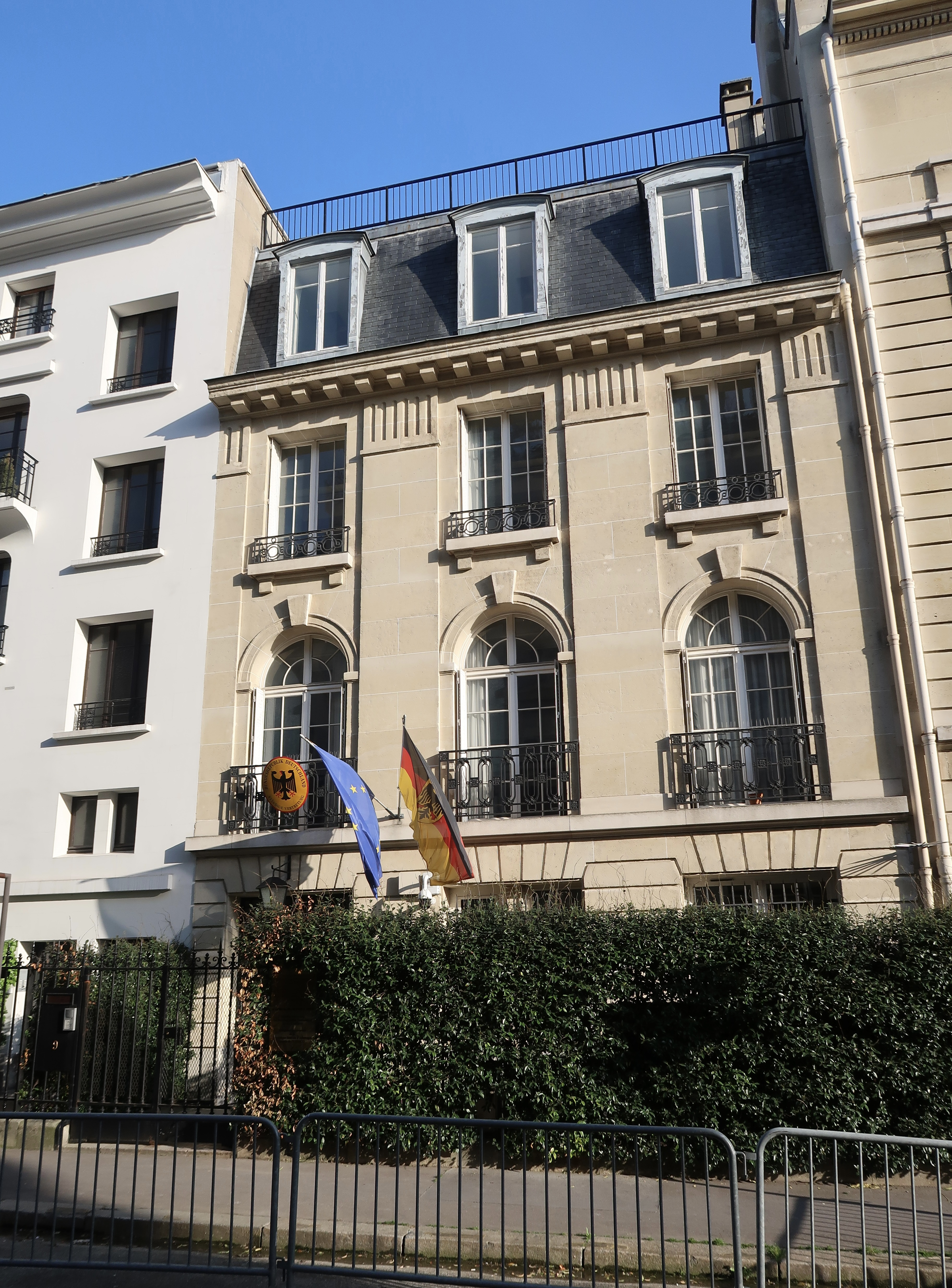
No 9.
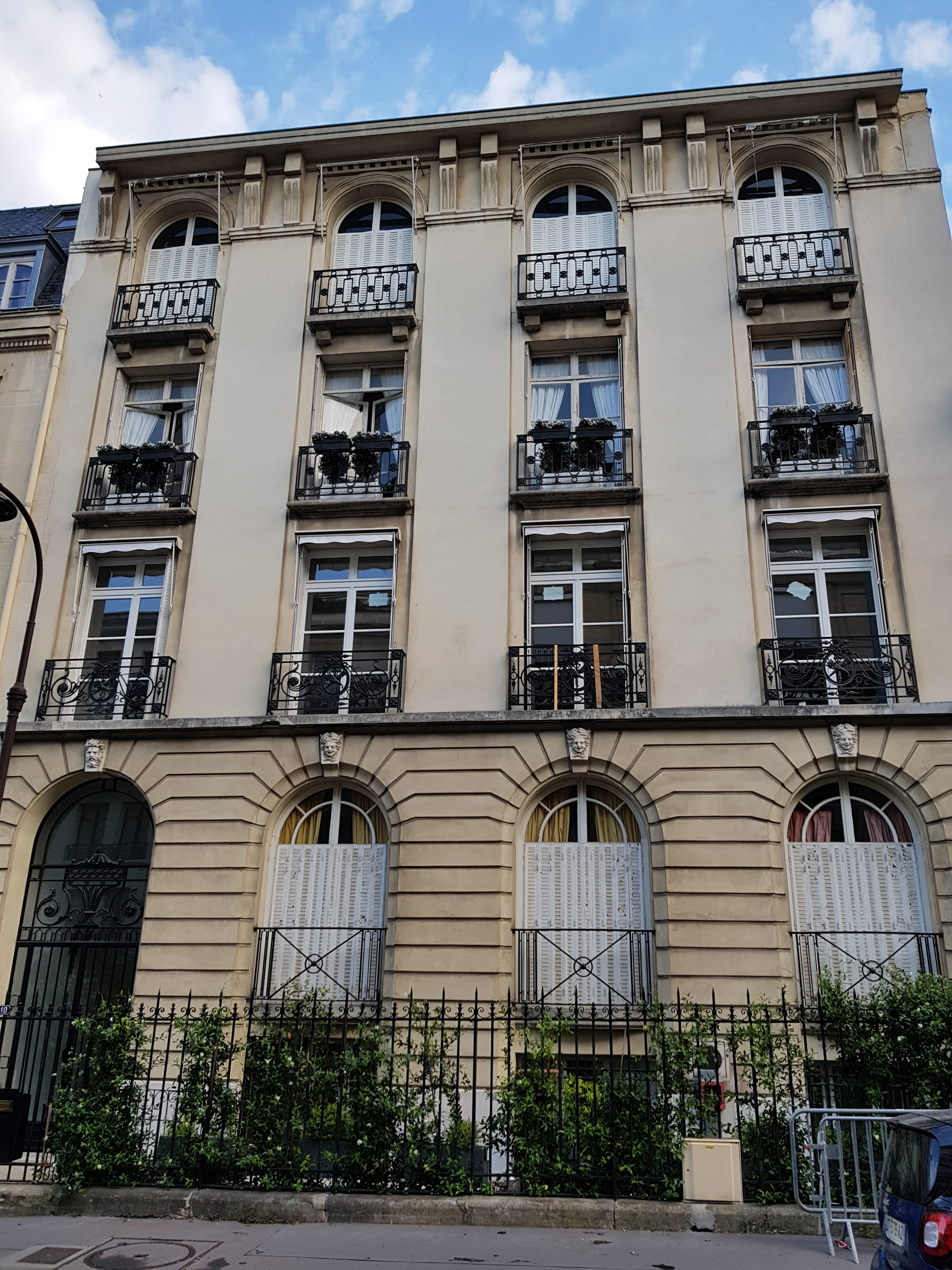
No 10.
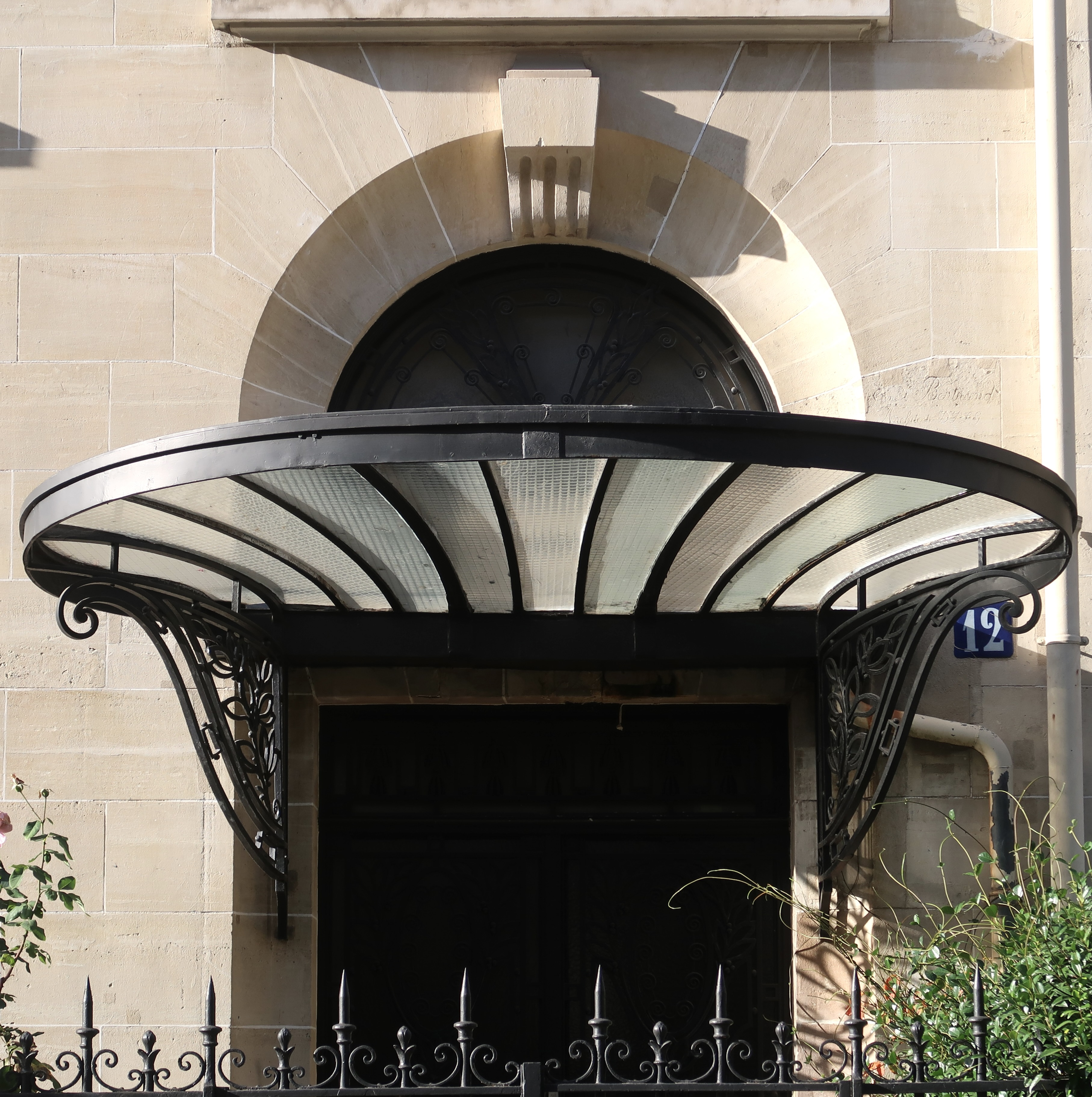
Marquise au no 12.